# الاضطهاد النازي للكنيسة الكاثوليكية في بولندا
أثناء الاحتلال الألماني لبولندا (1939-1945)، قام النازيون بقمع الكنيسة الكاثوليكية في بولندا بوحشية، في المناطق التي احتلتها ألمانيا في بولندا. تم إغلاق آلاف الكنائس والأديرة بشكل منهجي أو الاستيلاء عليها أو تدميرها. ونتيجة لذلك، فقدت العديد من الأعمال الفنية والأشياء الدينية بشكل دائم.
كان قادة الكنيسة مستهدفين بشكل خاص كجزء من جهد شامل لتدمير الثقافة البولندية. توفي ما لا يقل عن 1811 من رجال الدين البولنديين في معسكرات الاعتقال النازية. قُتل ما يقدر بنحو 3000 من رجال الدين. لم تسمح خطط هتلر لألمنة الشرق بالكاثوليكية. 
كانت الإجراءات المتخذة ضد الكاثوليكية البولندية جزءًا من جنرالبلان أوست والتي لو تم تنفيذها، لكانت قد قضت في النهاية على وجود البولنديين. قال أدولف هتلر في أغسطس 1939 أنه يريد أن تقتل قوات توتنكوبف «بدون رحمة أو رأفة جميع الرجال والنساء والأطفال من أصل بولندي». 

## خلفية

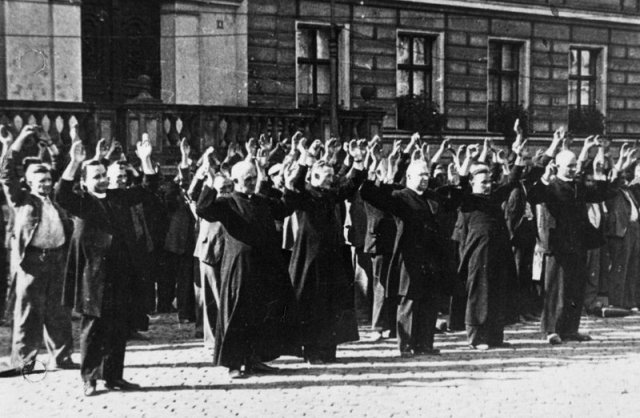
الإعدام العلني للكهنة والمدنيين البولنديين في ساحة السوق القديمة في بيدغوسزكز في 9 سبتمبر 1939

كان للكنيسة الكاثوليكية الرومانية حضور في بولندا منذ ما يقرب من 1000 عام.  كتب المؤرخ ريتشارد ج. إيفانز أن الكنيسة الكاثوليكية كانت المؤسسة التي «حافظت أكثر من أي دولة أخرى على الهوية الوطنية البولندية على مر القرون».  بحلول عام 1939، اعترف حوالي 65 ٪ من البولنديين بأنهم كاثوليك.
أشعل غزو بولندا النازية ذات الأغلبية الكاثوليكية من قبل ألمانيا النازية عام 1939 الحرب العالمية الثانية. أعلنت بريطانيا وفرنسا الحرب على ألمانيا نتيجة الغزو، بينما غزا الاتحاد السوفييتي النصف الشرقي من بولندا وفقًا لاتفاق مولوتوف-ريبنتروب مع هتلر.